# 1958 في لبنان
فيما يلي قوائم الأحداث التي وقعت خلال عام 1958 في لبنان.

## كتب
من الكتب التي صدرت هذه السنة في لبنان:
- 1 يناير – أنا أحيا من تأليف ليلى بعلبكي.

## مواليد

### يناير
- 1 يناير – توفيق فروخ موسيقي لبناني.
- 1 يناير – مصطفى علوش طبيب و سياسي لبناني.

### أبريل
- 24 أبريل – حبيب الشرتوني سياسي سوري.

### يوليو
- 15 يوليو – منى مرعشلي مغنية لبنانية.

### سبتمبر
- 6 سبتمبر – آرسينيه خانجيان

### أكتوبر
- 23 أكتوبر – عبد الرحمن الباشا موسيقي لبناني.

### ديسمبر
- 8 ديسمبر – غسان مخيبر

## وفيات

### أكتوبر
- 13 أكتوبر – وحيد الصلح (مواليد 1901) سياسي لبناني.